# Mr. 305 Inc
Mr. 305 Inc.  es una compañía discográfica independiente estadounidense fundada por el cantante Pitbull en 2009, con sede Miami, Florida. Está distribuida por Universal Music Group. El significado de "305", también significa el código de área de Miami y el apodo de Pitbull. El sello se especializa en géneros de reggaetón y hip hop.

## Integrantes
Artistas de Mr. 305 Inc.
- Pitbull.
- Lenier.[4]
- EC
- Leo Brooks.
- Lírico en La Casa.
- Montana Tucker.
- VIKINA.
- Omar Courtz.

Ex-Artistas de Mr. 305 Inc.
- Fuego

- Austin Mahone
- Alexis y Fido[5]
- Ángel y Khriz
- Don Miguelo
- David Prisa
- che'nelle
- Joe el Gordo

- Xenia Ghali

- Jamie Drastik[6]

#### Productores
- IAMCHINO
- Play-N-Skillz.[7]

- DJ Benedicto
- DJ Buddha
- DJ Noodles

## Álbumes
| pitbull - 2009: rebelión - 2010: Armando - 2011: Planeta Pozo - 2012: Calentamiento Global - 2013: colapso - 2015: valle - 2017: Cambio Climático - 2019: Libertad 548 - 2001: Al mismo tiempo que se lanzó 'DR-E' 2001 - 2017: Grandes éxitos de Pitbull | pitbull - 2004: Las calles hablan en lenguas de animales - 2007: Adquisición internacional: las Naciones Unidas caídas - 2013: Sr. Mundial - 2015: valle Jamie Drastik - 2010: El imán - 2011: Champán y cocaína - 2012: septiembre |